# 비호권
비호권(庇護權, right of asylum) 또는 망명권은 일정한 지역에 들어온 범죄인이나 피난자를 인도로부터 보호하는 국제법상의 권리이다. 영토적 비호와 외교적 비호가 있다. 영토적 비호는 특정한 개인이 비호를 바라고 한 나라의 영토내로 들어온 경우로 국가의 비호 허가 여부는 원칙적으로 그 국가의 자유라고 할 수 있다. 국가는 자국영역 내에 있는 자국민뿐만 아니라 외국인에 대해서도 속지적 관할권과 재량권을 가지고 있다. 따라서 국가는 원칙적으로 영토적 비호의 권리는 가지고 있으나 의무는 없다고 할 수 있다. 일반적으로 일반범죄자는 범죄인 인도에 관한 조약에 따르고, 정치범인 경우는 인도하지 아니하는 것이 국제관행이다. 외교적 비호권은 외교사절의 관서에 들어와 비호를 요구하는 경우로 일반범죄자의 경우는 보호하지 않으며 정치적 피난자는 경우에 따라 일시적으로 비호할 수 있다.

## 같이 보기
- 망명
- 외교특권
- 국내실향민
- 귀환권
- 인구이동